# Келлі Паркер
Келлі Паркер  (англ. Kelly Parker; нар. 8 березня 1981) — канадська футболістка, олімпійська медалістка.

## Виступи на Олімпіадах
| Олімпіада   | Дисципліна | Місце |
| ----------- | ---------- | ----- |
| Лондон 2012 | футбол     | 3     |